# Tresa (commune)
Tresa est une commune suisse du canton du Tessin, située dans le district de Lugano, issue de la fusion le 18 avril 2021 des communes de Croglio, Monteggio, Ponte Tresa et Sessa,.